# Sulcusuchus
Sulcusuchus là một chi thằn lằn cổ rắn, được Gasparini mô tả khoa học năm 1992.